# 370
| [ Edytuj tabelę ] |                                          |
| Władca Guptów     | - 330 Samudragupta 375                   |
| Władca Korei      | - 331 Kogugwŏn 371                       |
| Papież            | - 366 Damazy I 384                       |
| Król Persji       | - 309 Szapur II 379                      |
| Cesarz Rzymu      | - 364 Walentynian I 375 - 364 Walens 378 |
| Król Wandalów     | - 359 Godigisel 406                      |

Rok 370 / CCCLXX
stulecia: III wiek ~
IV wiek ~
V wiek

lata: 360 «
365 «
366 «
367 «
368 «
369 «
370
» 371
» 372
» 373
» 374
» 375
» 380

## Wydarzenia
- Bazyli Wielki został biskupem Cezarei i metropolitą Kapadocji.
- Powstanie Firmusa, króla Maurów, nasilenie się tendencji separatystycznych w rzymskiej Mauretanii.
- Teodozjusz wyparł Piktów i Szkotów za mur Hadriana.
- Upadło Wcześniejsze Yan, jedno z Szesnastu Królestw w Chinach.

## Urodzili się
- Alaryk, król Wizygotów (data przybliżona; zm. 410).
- Hypatia z Aleksandrii, matematyczka i filozofka (zm. 415).

## Zmarli
- Lucyfer z Cagliari, biskup.
- Sauromates V, król Bosporu.